# Etropole
Etropole (Bulgaars: Етрополе) is een stad en gemeente in het westen van Bulgarije in de  oblast Sofia. Op 31 december 2018 telde Etropole 9.628 inwoners, terwijl de gemeente Etropole, samen met 9 nabijgelegen dorpen, 11.153 inwoners had. 

## Zustersteden
Etropole is  verzusterd met de volgende steden: 
- Feres, Griekenland
- Mozjaysk, Rusland
- Bela Palanka, Servië